# Policjanci z Alaski (serial telewizyjny)
Policjanci z Alaski (ang. Alaska State Troopers) – reality show emitowany jest kanale National Geographic Channel. 
Serial opowiada o codziennych perypetiach policjantów z Alaski między innymi z miejscowości Wasilla, Palmer, Anchorage oraz Soldotna.